# Kristine Jiménez
Kristine Jiménez, född 19 september 1995, är en panamansk judoutövare.

## Karriär
Jiménez tävlade för Panama vid olympiska sommarspelen 2020 i Tokyo. Hon blev utslagen i den första omgången i 52 kg-klassen av Natalja Kuziutina. Vid olympiska sommarspelen 2024 i Paris blev Jiménez utslagen i åttondelsfinalen i 57 kg-klassen av kanadensiska Christa Deguchi.